# Curva normal racional
En matemáticas, una curva normal racional es un tipo de curva algebraica C suave de grado n sobre un n-espacio proyectivo Pn. Es un ejemplo simple de una variedad proyectiva. Formalmente, es la superficie de Veronese cuando el dominio es la recta proyectiva. Para n = 2 es una cónica plana Z0Z2 = Z2
1, y para n = 3 es una cúbica alabeada. El término normal se refiere a la normalidad proyectiva, no a un esquema normal. La intersección de la curva normal racional con un espacio afín se llama curva de momentos.

## Definición
La curva normal racional se puede dar paramétricamente como la imagen de la aplicación
{\displaystyle \nu :\mathbf {P} ^{1}\to \mathbf {P} ^{n}}
que asigna a las coordenadas homogéneas [S : T] el valor
{\displaystyle \nu :[S:T]\mapsto \left[S^{n}:S^{n-1}T:S^{n-2}T^{2}:\cdots :T^{n}\right].}
En el espacio afín del grafo x0 ≠ 0 la aplicación es simplemente
{\displaystyle \nu :x\mapsto \left(x,x^{2},\ldots ,x^{n}\right).}
Es decir, la curva normal racional es el cierre por un solo punto del infinito de la variedad algebraica
{\displaystyle \left(x,x^{2},\ldots ,x^{n}\right).}
De manera equivalente, la curva normal racional puede entenderse como una variedad proyectiva, definida como el lugar geométrico cero común de los polinomios homogéneos
{\displaystyle F_{i,j}\left(X_{0},\ldots ,X_{n}\right)=X_{i}X_{j}-X_{i+1}X_{j-1}}
donde {\displaystyle [X_{0}:\cdots :X_{n}]} son las coordenadas homogéneas en Pn. No se necesita el conjunto completo de estos polinomios; es suficiente elegir n de estos para especificar la curva.

## Parametrización alternativa
Sean {\displaystyle [a_{i}:b_{i}]} n + 1 puntos distintos en P1. Entonces el polinomio
{\displaystyle G(S,T)=\prod _{i=0}^{n}\left(a_{i}S-b_{i}T\right)}
es un polinomio homogéneo de grado n + 1 con raíces distintas. Los polinomios
{\displaystyle H_{i}(S,T)={\frac {G(S,T)}{(a_{i}S-b_{i}T)}}}
son entonces una base para el espacio de polinomios homogéneos de grado n. La aplicación
{\displaystyle [S:T]\mapsto \left[H_{0}(S,T):H_{1}(S,T):\cdots :H_{n}(S,T)\right]}
o, de manera equivalente, dividiendo por G(S, T)
{\displaystyle [S:T]\mapsto \left[{\frac {1}{(a_{0}S-b_{0}T)}}:\cdots :{\frac {1}{(a_{n}S-b_{n}T)}}\right]}
es una curva normal racional. Que esta es una curva normal racional se puede entender al tener en cuenta que los monomios
{\displaystyle S^{n},S^{n-1}T,S^{n-2}T^{2},\cdots ,T^{n},}
son solo una posible base del espacio de polinomios homogéneos de grado n. De hecho, cualquier base servirá. Esta es solo una aplicación de la afirmación de que dos variedades proyectivas cualesquiera son proyectivamente equivalentes si son módulo congruentes respecto al grupo lineal proyectivo PGLn + 1(K) (con K el cuerpo sobre el que se define el espacio proyectivo).
Esta curva racional envía los ceros de G a cada uno de los puntos de coordenadas de Pn; es decir, todos menos uno de los Hi desaparecen por un cero de G. Por el contrario, cualquier curva normal racional que pase por los puntos de coordenadas n + 1 puede escribirse paramétricamente de esta manera.

## Propiedades
La curva normal racional tiene numerosas propiedades destacables:
- Cualquier punto n + 1 en C es linealmente independiente y abarca Pn. Esta propiedad distingue a la curva normal racional de todas las demás curvas.
- Dados los puntos n + 3 en Pn en posición general lineal (es decir, sin n + 1 en un hiperplano), hay una curva normal racional única que los atraviesa. La curva se puede especificar explícitamente utilizando la representación paramétrica, organizando n + 1 de los puntos para que se encuentren en los ejes de coordenadas y luego asignando los otros dos puntos a [S : T] = [0 : 1] y [S : T] = [1 : 0].
- Las rectas tangente y secante de una curva normal racional son disjuntas por pares, excepto en los puntos de la propia curva. Esta es una propiedad compartida por embebidos suficientemente positivos de cualquier variedad proyectiva.
- Existen

{\displaystyle {\binom {n+2}{2}}-2n-1}
cuádricas independientes que generan los ideales de la curva.
- La curva no es una intersección completa, para n > 2. Es decir, no se puede definir (como un subesquema del espacio proyectivo) solo por ecuaciones n − 1, siendo esa la codimensión de la curva en {\displaystyle \mathbf {P} ^{n}}.
- La aplicación canónica de una curva hiperelíptica tiene una imagen de una curva normal racional y es 2 a 1.
- Toda curva irreductible no degenerada C ⊂ Pn de grado n es una curva normal racional.